# Панчо Пасков
Панчо Пасков е български фехтовач на сабя.

## Спортна кариера
Пасков е възпитаник на Фехтовален клуб „Свечников“ и тренира във фехтовалния център „Васил Етрополски“.
През 2016 г. печели квота за Олимпийските игри в Рио де Жанейро, нещо което за последен път е правено от български фехтовач през 1988. Там прави фурор с победата си над действащия световен шампион на сабя Aлексей Якименко, но след това отпада на осминафиналите класирайки се на 16-о място.